# HD 38138
HD 38138，又名CD-30 2571，SAO 196096、HR 1972，是一颗恒星，视星等为6.19，位于銀經235.12，銀緯-27.37，其B1900.0坐标为赤經5h 38m 22.8s，赤緯-30° -27.37′ 1″。